# Ligota (powiat trzebnicki)
Ligota – wieś w Polsce położona w województwie dolnośląskim, w powiecie trzebnickim, w gminie Trzebnica.

## Podział administracyjny
W latach 1954–1959 wieś należała i była siedzibą władz gromady Ligota, po jej zniesieniu w gromadzie Trzebnica. W latach 1975–1998 miejscowość należała administracyjnie do województwa wrocławskiego.